# Kanton (otok)
Kanton (Abariringa) je naseljeni koraljni otok u sastavu Kiribata.

## Zemljopis
Nalazi se u grupaciji otočja Phoenix, 63 km sjeverozapadno od Enderburya.

## Stanovništvo
Prema cenzusu iz 2005. godine, na otoku je živjela 41 osoba, 20 žena i 21 muškarac. Jedino otočno naselje istoimeno je mjesto Kanton.
| broj stanovnika | 24    | 45    | 83    | 61    | 41    |
|                 | 1985. | 1990. | 1995. | 2000. | 2005. |

## Vanjske poveznice
|  | Zajednički poslužitelj ima još gradiva o temi Kanton (otok) |